# Посольская (станция)
Посо́льская — станция Восточно-Сибирской железной дороги на Транссибирской магистрали (5524 километр).
Расположена в посёлке станции Посольская Кабанского района Бурятии.

## История
Основана в 1900 году. Получила название по монастырю в селе Посольском, находящемуся в 14 км северо-западнее станции на берегу Байкала.

## Дальнее следование по станции
| № поезда | Маршрут движения | № поезда | Маршрут движения |
| -------- | ---------------- | -------- | ---------------- |
| 361      | Наушки — Иркутск | 362      | Иркутск — Наушки |

## Пригородное сообщение по станции
| № поезда | Маршрут движения   | № поезда | Маршрут движения   |
| -------- | ------------------ | -------- | ------------------ |
| 6631     | Улан-Удэ — Мысовая | 6632     | Мысовая — Улан-Удэ |
| 6637     | Улан-Удэ — Мысовая | 6638     | Мысовая — Улан-Удэ |